# Vovin
Vovin is het zevende album van de Zweedse symfonische metalband Therion. Het is commercieel gezien het grootste album van de band. In Europa verkocht het meer dan 150.000 maal. Op Vovin zijn vocals te horen van Martina Hornbacher Astner en Sarah Jezebel Deva.

## Tracklist
1. The Rise Of Sodom And Gomorrah
2. Birth Of Venus Illegitima
3. Wine Of Aluqah
4. Clavicula Nox
5. The Wild Hunt
6. Eve Of Shiva
7. Black Sun
8. Draconian Trilogy
9. The Opening
10. Morning Star
11. Black Diamonds
12. Raven Of Dispersion